# Tableau de bord (informatique)
Pour les articles homonymes, voir Tableau de bord.
 (août 2023).
Les tableaux de bord informatique ou tableaux de bord de la DSI sont des outils de gestion qui vont permettre à la DSI de contrôler et d’anticiper les activités de l’entreprise. Ils sont définis selon plusieurs indicateurs qui sont souvent à déterminer en fonction des objectifs et de l’activité de l’entreprise.
Ce sont des outils de pilotage essentiels pour la gouvernance des systèmes d’information.

## Règles de construction des tableaux de bords de la DSI

### Les méthodes de construction
Les tableaux de bord de la DSI sont élaborés sur le même modèle que les tableaux de bord (gestion).
Ils peuvent cependant être construits selon deux approches complémentaires :
- L’approche fonctionnelle : on examine les activités par département ou fonction (étude, exploitation, services, etc.)
- L’approche systémique : on examine les activités dans leur globalité (ressources, activités, produits et services, etc.)

### Les contraintes
Lors de la construction et de la mise en place des tableaux de bord de la DSI, certaines contraintes sont à respecter :
- Les ressources nécessaires : définir les besoins humains et matériels ;
- La politique de qualité informatique : informer et faire comprendre les enjeux aux personnes intervenant dans le projet, les procédures et les démarches très précises ;
- La culture de gestion de l’entreprise : prendre en compte la culture de gestion de l'entreprise dans l'élaboration du tableau de bord afin de considérer la façon dont est perçue la DSI par la DG et par les utilisateurs.

### Les conditions
Certaines conditions sont importantes pour la construction des tableaux de bord de la DSI :
- ne pas essayer de tout modéliser à l’aide des indicateurs : tout n’est pas modélisable ;
- être conscient des limites d’un tableau de bord : le tableau de bord n’est pas exhaustif et les indicateurs ne sont pas valables indéfiniment ;
- bien identifier les acteurs incontournables ;
- assurer la transparence des coûts : il faut définir le périmètre des coûts informatiques et rapprocher le plus possible le tableau de bord de la DSI de celui du contrôle de gestion.

## Les différents tableaux de bord de la DSI

### Le tableau de bord prospectif
Le tableau de bord prospectif permet de représenter l’activité de l’entreprise selon 4 axes :
- finance
- client
- processus internes
- innovation

Chacun des axes est modélisé par des indicateurs clefs qui peuvent varier selon l’entreprise, ses objectifs et son activité.
Exemples d’indicateurs :
- Finance : chiffre d’affaires, investissement, trésorerie...
- Client : part de marché, satisfaction client, nouveaux clients...
- Processus internes : qualité des produits, durée de la production, délais de livraison, efficacité des tests, rentabilité de la recherche...
- Innovation : motivation, compétence, conditions de travail, efficacité de la formation, salaire...

Certains indicateurs peuvent rentrer dans plusieurs axes.

### Le tableau de bord des études
Le tableau de bord des études se concentre sur les projets et est utilisé afin de piloter des études et évaluer leur qualité. Ses principales fonctions sont de :
- fixer la liste des priorités sur un projet
- assurer le respect des engagements pris dans le cahier des charges (délais, budget et rendu final)
- comprendre les causes d’un éventuel échec
- connaître l'impact des ressources humaines sur la réussite des projets

Exemples d’indicateurs :
- répartition du temps et des coûts dans les différentes étapes du projet (estimation et réalité)
- répartition des coûts totaux d’un projet par catégorie de charge (estimation et réalité)
- liste des problèmes rencontrés, temps passé à les résoudre et coûts associés
- répartition du temps passé sur chaque fonctionnalité
- suivi des engagements (cahier des charges)
- budgets alloués pour les projets/études
- délai mis en place
- projets/études déjà réalisés et terminés

### Le tableau de bord de la maintenance
Le tableau de bord de la maintenance est utilisé dans le cadre de la gestion de projet et de la maintenance des applications. Il a plusieurs objectifs :
- évaluer la qualité de la maintenance
- prédire les dates de remplacements des applications avant que leur coût ne dépasse leur apport
- analyser la courbe de la maintenance par rapport au cycle de vie des applications

Exemple d’indicateurs :
- coût de la maintenance en fonction du nombre d’utilisateurs
- coût de la maintenance en fonction de la vie du produit
- durée moyenne de vie des équipements

### Le tableau de bord de l’exploitation
Le tableau de bord de l’exploitation est utilisé afin de piloter la performance de l'exploitation et pour la diriger efficacement. Il permet de :
- diriger efficacement l’exploitation
- suivre l’évolution des différents outils, logiciels et matériels
- récolter les différentes visions des différentes personnes de l’entreprise ou des clients (vision technique, vision entreprise, vision utilisateurs)

Exemples d’indicateurs :
- indicateurs de suivi des matériels, logiciels...
- retours des utilisateurs et des techniciens
- durée de vie, des pannes de tous les outils techniques utilisés dans l'exploitation

### Le tableau de bord des services utilisateurs
Le tableau de bord des services utilisateurs permet de passer d'une approche informatique à une approche Système d'Information. Il permet entre autres de :
- mesurer la productivité des utilisateurs
- étudier le degré de satisfaction des utilisateurs
- identifier les défauts dans la production des utilisateurs (causes des baisses de productivité, coûts cachés...)
- évaluer la qualité de la maintenance
- connaître le lien entre niveau service et budget
- analyser les problèmes rencontrés fréquemment

Exemple d'indicateurs :
- taux de satisfaction des utilisateurs
- rapport budget alloué / dépenses
- coût moyen d'un incident, d'une maintenance
- suivi des relations avec les utilisateurs

### Le tableau de bord administratif
Le tableau de bord administratif permet de :
- piloter les activités de support
- gérer les achats
- documenter le portefeuille des compétences
- suivre l'évolution des actifs
- avoir à la gestion des ressources humaines
- gérer et suivre les activités de sous-traitance

Exemples d'indicateurs :
- données de la comptabilité
- données de la gestion de production
- rapports des sous-traitants
- données fournies par le DRH

### Le tableau de bord informatique de la Direction Générale
Le tableau de bord informatique de la Direction Générale peut être considéré comme un outil de communication et de benchmarking (en français : étalonnage) pour la DSI. Il permet entre autres de :
- justifier les investissements informatiques
- mettre en avant les enjeux des nouvelles technologies
- communiquer avec la Direction Générale
- comparer les dépenses informatiques et le chiffre d’affaires
- comparer les effectifs du département informatique par rapport aux effectifs totaux de l'entreprise

Exemples d'indicateurs :
- dépenses liées au département informatique
- effectifs informatiques
- volume de projet traités
- répartition des budgets

## Le lien entre les tableaux de bord de la DSI et l’audit externe
Les tableaux de bord jouent un rôle important dans les différents modèles de références de la gouvernance des systèmes d’information.
CobiT, ITIL ou encore CMMi préconisent dans leurs méthodologies l’utilisation de tableaux de bord.